# Afrikaanse reuzenlichtmot
De afrikaanse reuzenlichtmot (Macropyralis gigantalis) is een vlinder uit de familie van de snuitmotten (Pyralidae). De wetenschappelijke naam van de soort is voor het eerst geldig gepubliceerd in 1953 door Amsel.